# 暗星鯊
暗星鲨（学名：Mustelus ravidus），又稱暗貂鯊，為軟骨魚綱真鯊目皺唇鯊科星鯊屬的一種，分布於東印度洋西澳大利亞海域，深度106至300公尺，本魚體延長，頭部扁平，鼻子鈍，嘴寬闊呈拱型，有不對稱的牙齒，牙齒呈鈍圓形，眼睛長橢圓形，有瞬膜，體上部淺灰色，沒有白色或其他顏色的斑點，背鰭2個，第一和第二背鰭分別有一個白色和深色的尖端，第一個背鰭顏色為棕色，與第二個背鰭相比也較高，第二個背鰭的中心顏色較淺，體長最大可達68.3公分，棲息在大陸棚底層水域，屬肉食性，以甲殼類、頭足類及其他魚類為食，卵胎生，雌魚下6至24尾幼魚，生活習性不明，可做為食用魚。